# Куга
Куга́ (Schoenoplectus) — рід переважно багаторічних зіллястих рослин з родини осокових. У степовому говорі української мови «кугою» інколи називають очерет звичайний (Phragmites australis). Діалектна назва рослин роду — окуга. Етимологія: слово «куга» є запозиченням із тюркських мов; пор. крим. quga, караїм. къогъа.

## Опис
На відміну від рогозу, стебло куги майже безлисте, циліндричне. Квітки дрібні, зеленкуваті, зібрані у щиткоподібно-волотисті суцвіття завдовжки до 10 см, цвітуть у червні-липні.

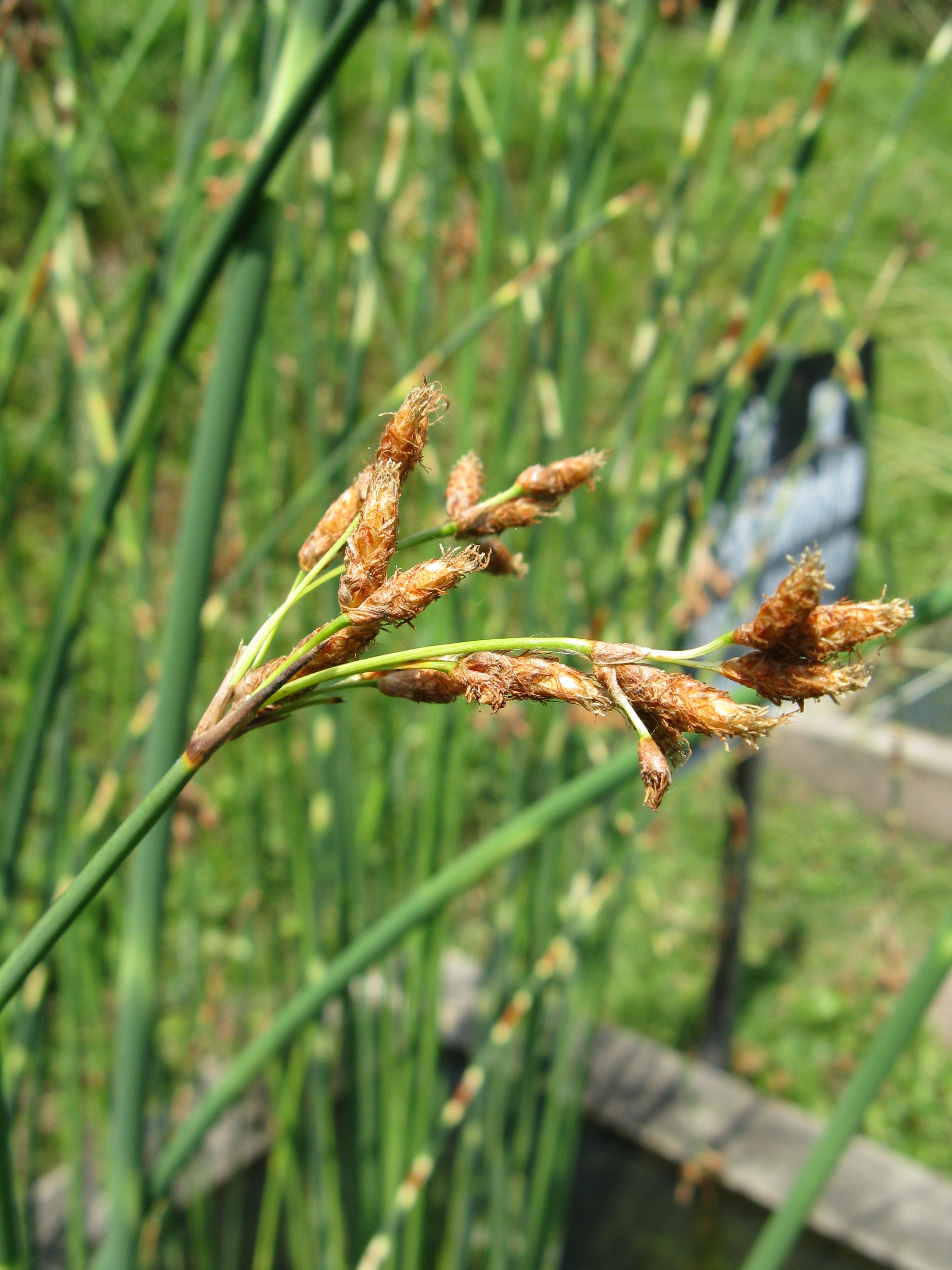
Куга Табернемонтана

Куга утворює великі зарості у прибережних частинах тихоплинних і стоячих водойм, на солончакових луках і болотах. Часто занурена у воду, інколи на глибину до 1 м.
В Україні 8 видів, у тому числі:
- куга гострокінцева (Schoenoplectus mucronatus (L.) Palla)
- куга колюча (Schoenoplectus americanus auct., non (Pers.) Volkart)
- куга лежача (Schoenoplectus supinus (L.) Palla)
- куга озерна (Schoenoplectus lacustris (L.) Palla = Scirpus lacustris L.)
- куга озерна сиза (куга Табернемонтана) (Schoenoplectus lacustris L. subsp. tabernaemontani (C.C.Gmelin) Syme = Scirpus Tabernaemontani Gmel.)
- куга тригранна (Schoenoplectus triqueter (L.) Palla)
- куга чорнонасінна (Schoenoplectus melanospermus C.A.Meyer)
- куга щетиняста (Schoenoplectus setaceus (L.) Palla)

Раніше нерідко і подеколи зараз рід куг відносили/відносять до роду комиш (Scirpus L.).
Білі основи стебел куги можна їсти сирими, а її кореневища містять велику кількість крохмалю. Їх сушать, розмелюють і додають у зернове борошно. Проте необхідно знати, що велика кількість очеретяного борошна у хлібі може викликати шлунково-кишкові розлади.
Стебла і кореневища куги містять також багато цукрів — до 48 %, тому їх можна використовувати для отримання сиропу. З цією метою кореневища подрібнюють, заливають водою (1 л на 1 кг кореневищ) і кип'ятять протягом години. Отриманий відвар проціджують і випарюють до необхідної концентрації.
З куги плетуть циновки і килимки, вимішують стебла рослини з глиною й отримують дешевий будівельний матеріал, яким обмащують каркасні стіни (звідси й назва таких будівель — мазанки).